# Baixas
Baixas (på Catalansk: Baixàs) er en by og kommune i departementet Pyrénées-Orientales i Sydfrankrig.

## Geografi
Baixas ligger på Roussillon-sletten 10 km nordvest for Perpignan. Baixas grænser op til kommunerne Cases-de-Pène, Espira-de-l'Agly, Peyrestortes, Saint-Estève, Baho, Villeneuve-la-Rivière og Calce.

## Borgmestre
| Navn             | Periode   |
| ---------------- | --------- |
|                  |           |
| Vaquer           | ?-06.1815 |
| Honoré Tarrieux  | 06.1815-? |
|                  |           |
| Désiré Bobo      | 1896-1904 |
| Henri Thomas     | 1904-1919 |
| Jules Bonzoms    | 1919-1925 |
| Jacques Frigola  | 1925-1944 |
| Robert Cantier   | 1944-1947 |
| Georges Bobo     | 1947-1959 |
| Servais Bobo     | 1959-1971 |
| Robert Frigola   | 1971-1995 |
| Roger Torreilles | 1995-2001 |
| Gilles Foxonet   | 2001-     |

## Demografi

### Udvikling i folketal
| 1962                                                              | 1968  | 1975  | 1982  | 1990  | 1999  | 2007  | 2011  | 2017  |
| ----------------------------------------------------------------- | ----- | ----- | ----- | ----- | ----- | ----- | ----- | ----- |
| 1.995                                                             | 2.057 | 1.969 | 2.104 | 2.027 | 2.217 | 2.433 | 2.567 | 2.573 |
| Tal fra og med 1962 er uden dobbelttælling (sans doubles comptes) |       |       |       |       |       |       |       |       |